# Statistisches Amt des Saarlandes

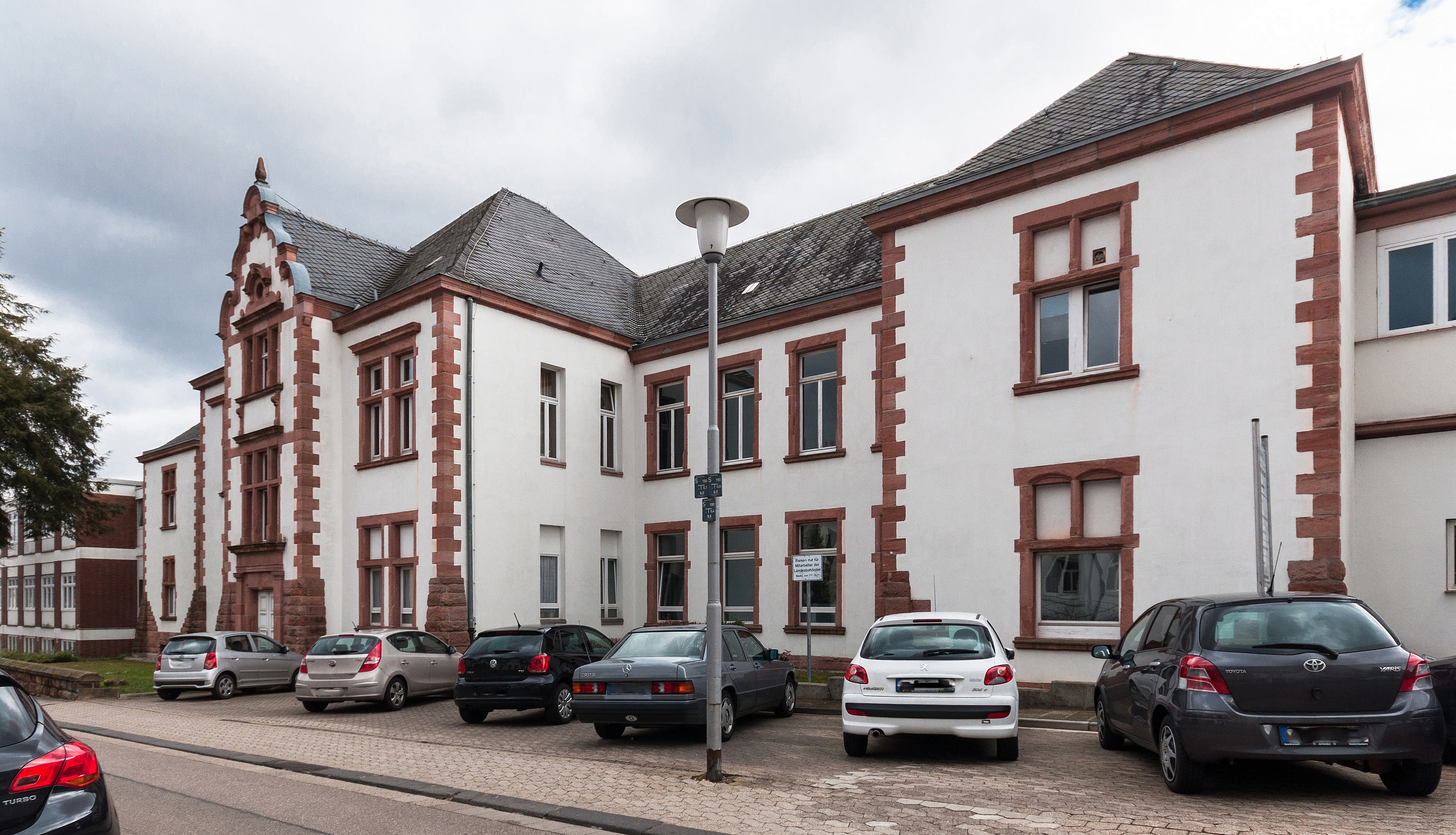
Das Statistische Amt des Saarlandes in der Virchowstraße in Saarbrücken

Das Statistische Amt des Saarlandes in Saarbrücken erfüllt im Saarland die Aufgaben der amtlichen Statistik in Deutschland in Zusammenarbeit mit dem Statistischen Bundesamt. Das Amt ist seit 2006 eine Abteilung des Landesamtes für Zentrale Dienste, das seinerseits dem Ministerium für Finanzen unterstellt ist. Es ist für die Durchführung und Veröffentlichung von statistischen Erhebungen im Rahmen von Bundes- und Landesgesetzen sowie nach Vorschriften der Europäischen Union zuständig. Derzeit werden mehr als 200 Statistiken zu wirtschaftlichen, sozialen sowie ökologischen Themen aufbereitet.
Zu den weiteren Aufgaben des Amtes gehört die Durchführung der im Saarland stattfindenden Wahlen. Seit 2004 werden die Auszählungsergebnisse auf elektronischem Wege an das Statistische Landesamt übermittelt, wodurch die Wahlergebnisse unmittelbar im Internet dargestellt bzw. zum Download (z. B. für die Presse) bereitgestellt werden können.